# Lasowe (rejon złoczowski)
Lasowe (ukr. Лісові) – wieś na Ukrainie w rejonie złoczowskim obwodu lwowskiego.

## Historia
Pod koniec XIX w. część wsi Gołogóry w powiecie złoczowskim.